# Ife (Nigeria)
Ife (in lingua yoruba Ifè o Ilé-Ifẹ̀) è una città della Nigeria, situata nel sudovest del paese, nello stato di Osun. La sua popolazione ammonta a circa 600.000 abitanti.

## Storia
Intorno al XIII secolo Ife era la capitale di uno Stato che durante il XV secolo fu conquistato e assorbita dal re del Benin; rimase come luogo santo e cuore spirituale venerato dagli Yoruba. Patria di alcune delle più rilevanti creazioni dell'arte africana, fiorì come città-stato cosmopolita, ricca e potente, centro di commercio proiettato ben oltre i confini della regione, consentendo all'intera zona di divenire importantissima non solo per l'economia, ma anche per l'arte.
Secondo gli Yoruba, la città di Ife era il centro della creazione del mondo e di tutte le specie animali e vegetali. In essa, ai confini tra la storia concreta di ogni giorno e il mondo fantastico delle divinità, venivano venerati i frutteti sacri, ritagliati dai boschi vicini. 
Molti dei resti della loro civiltà sono stati rinvenuti nel 1910 grazie agli scavi condotti dal tedesco Leo Frobenius effettuati a Ore Grove vicino alla città. I resti facevano pensare ad una colonia greca; Inizialmente, Frobenius credette di aver scoperto i resti della celebre Atlantide. Poi, osservando la sorprendente raffinatezza degli oggetti ritrovati, fu costretto a ricredersi: quell'arte non poteva essere frutto di una civiltà "arretrata".
Alcuni degli antichi santuari della città sono tuttora frequentati e tracce dei riti dedicati a certe divinità venerate 10 secoli fa sono ancora rinvenibili nelle cerimonie odierne.

## Cultura

### Arte
Creazioni naturalistiche in pietra, terracotta, ottone e lega di rame lanciarono in Africa un nuovo, ricco stile artistico ancora sconosciuto, dove il soggetto delle sculture varia dai giovani agli anziani, dalle donne ai ragazzi, dai ricchi ai poveri, dalla salute alla malattia, dal dolore alla gioia. Tra tutte spicca la maschera del re di Ife, dal nome suggestivo, Obalufon II, realizzata in bronzo, che rappresenta una delle immagini più imponenti di tutta l'arte di Ife.
Alcuni frutteti sacri, in particolare quello di Ore, con i suoi monoliti di pietra, figure umane e di animali, e quello di Iwinrin, dove sono stati rinvenuti frammenti di statue a grandezza naturale e teste in terracotta, hanno conservato per secoli le più grandi creazioni artistiche di Ife. In altri siti, come quello di Ita Yemoo, sono state trovate due opere estremamente realistiche: la statua completa di un re e una testa di regina in terracotta. Un elefante in terracotta e la testa di un ippopotamo, adorna di perle e gioielli, provengono dal cimitero reale di Lafogido.
Nelle sculture, soprattutto nelle figure umane, si ritrova un mondo raffinato e sereno, ma anche multiforme. Molte teste in terracotta, ad esempio, sono decorate con disegni sul volto. Alcune hanno striature particolari, forse indicanti diverse origini etniche e appartenenze a gruppi sociali anche esterni al regno. Altre, ancora, sono impreziosite di insegne regali o gioielli, a indicare il loro elevato stato sociale. Una straordinaria serie di teste, quasi a grandezza naturale, in lega di bronzo, rivela una uniformità idealizzata di tratti, anche se ogni pezzo possiede chiare caratteristiche individuali. Alcuni studiosi hanno pensato che si tratti di sculture prodotte in uno spazio di tempo relativamente breve, e forse addirittura in un unico laboratorio artistico; qualcuno si è spinto a ipotizzare che si tratti di una serie di teste associate ai rituali connessi con l'ascesa al trono o la successione di nuovi re di altre città-stato yoruba, legate però a Ife da rapporti politici e commerciali.
A marzo 2010 e per tre mesi una grande mostra al British Museum di Londra intitolata Kingdom of Ife ha messo in esposizione 100 sculture della città-stato nigeriana, in collaborazione con la Commissione nazionale dei musei e dei monumenti della Nigeria.

### Università
- Obafemi Awolowo University